# Hunor Kelemen
Pour les articles homonymes, voir Kelemen.
Dans le nom hongrois Kelemen Hunor, le nom de famille précède le prénom, mais cet article utilise l’ordre habituel en français Hunor Kelemen, où le prénom précède le nom.
Hunor Kelemen ([ˈhunoɾ], [ˈkɛlɛmɛn]), né le 18 octobre 1967 à Cârța, est un écrivain, poète, journaliste, homme politique roumain, Sicule issu de la communauté hongroise. Depuis 2011, il est président de l'Union démocrate magyare de Roumanie (UDMR).

## Biographie

### Formation
Né à Cârța, alors située dans la Province autonome magyare, Hunor Kelemen a grandi dans le județ de Harghita, dans le Pays sicule. Il obtient son baccalauréat à Târgu Mureș.
Licencié de l'université des sciences agronomiques et vétérinaires de Cluj-Napoca en 1993, il obtient en 1998 une deuxième licence à la faculté de philosophie de l'université Babeș-Bolyai de la même ville.

### Activité dans la presse et dans les médias
Participant aux événements révolutionnaires roumains de 1989, il fonde à Cluj-Napoca en 1990 avec ses plus proches collaborateurs, la revue culturelle de langue hongroise Jelenlét (« Présence ») dont il est le rédacteur en chef adjoint. À partir de 1990 et jusqu'en 1997, il est le rédacteur de la section en langue hongroise de la Radio Cluj. Entre 1993 et 1997, il collabore à la direction de la revue de culture en langue hongroise Korunk de Cluj, fondée en 1924.

### Carrière politique
En 1997, Hunor Kelemen est nommé secrétaire d'État au Ministère de la Culture. En 2007, il est élu député au Parlement roumain.
Comptant parmi les douze candidats à l'élection présidentielle roumaine du 22 novembre 2009, il remporte 3,83 % des voix au premier tour. Il devient ministre de la Culture le 23 décembre suivant.
Au dixième congrès de l'Union démocrate magyare de Roumanie (UDMR) qui a eu lieu le 26 février 2011 à Oradea, il est élu président de l'UDMR avec 70 % des suffrages exprimés. Il doit quitter le gouvernement le 7 mai 2012, mais à l'occasion du retour de son parti dans la majorité parlementaire Hunor Kelemen redevient ministre de la Culture dans le gouvernement Ponta III le 4 mars 2014. Il démissionne le 18 novembre 2014, deux jours après la victoire du candidat libéral Klaus Iohannis à l'élection présidentielle face à Ponta, et cède ses fonctions à Csilla Hegedüs.
De nouveau candidat lors de l'élection présidentielle de 2014, il remporte 3,47 % des suffrages exprimés au premier tour, et une majorité des suffrages en Harghita et en Covasna.
Il est également candidat à l'élection présidentielle de 2019, où il réunit 3,87 % des suffrages,.

## Œuvres littéraires
- (hu) Minuszévek, Kriterion, 1995, poésie
- (hu) A madárijesztők halála, Mentor, 1999, roman
- (hu) A szigetlakó, Pallas Akadémia, 2001, poésie

## Distinctions
- Commandeur de l'ordre de l'Étoile de Roumanie (Steaua României) (2000)